# Birdman (serie animata)
Birdman e il Galaxy Trio (Birdman and the Galaxy Trio) è una serie televisiva animata statunitense del 1967, basata sul personaggio omonimo immaginario creato da Alex Toth.
La serie è stata trasmessa negli Stati Uniti su NBC dal 9 settembre 1967 al 6 settembre 1969 per un totale di 20 episodi in una stagione. In Italia, Birdman è stato trasmesso su Rai 1 all'interno del programma Gli eroi di cartone, assieme ai cortometraggi di Superman (della Fleischer Studios) e Superjet, dal 12 giugno 1970, mentre Trio galattico, le sentinelle dello spazio è stato trasmesso separatamente nello stesso programma, dal 16 giugno 1970.
Dal 24 marzo 1980, la serie è stata ritrasmessa sulle televisioni locali italiane all'interno del contenitore Fanta Super Mega, questa volta conforme a quella originale, col titolo Birdman e il Galaxy Trio.

## Trama

### Birdman
Birdman, un supereroe che riceve i poteri dal sole, combatte vari malfattori con l'uso della superforza, delle sue ali, i suoi raggi di energia e un udito potenziato, oltre al suo scudo di luce per proteggersi. Munito dei suoi poteri, Birdman e l'aquila aiutante Eagle, successivamente anche Birdboy, combattono le forze del male tra cui il F.E.A.R., un ente criminale guidato da Numero Uno.

### Trio galattico, le sentinelle dello spazio
Un gruppo di forze dell'ordine interplanetario noto come Trio galattico combatte i criminali di tutto il cosmo. Vapore, Meteora e Gravità sorvegliano quindi lo spazio a bordo della loro astronave Condor One come agenti della Pattuglia Galattica.

## Episodi
| Stagione       | Episodi | Prima TV originale | Prima TV Italia |
| -------------- | ------- | ------------------ | --------------- |
| Prima stagione | 20      | 1967-1969          | 1970            |

## Personaggi e doppiatori

### Personaggi principali
- Ray "Birdman" Randall, voce originale di Keith Andes. Un uomo ordinario, generato dall'energia del dio Ra. Ha la capacità di volare, sparare raggi solari dai suoi pugni e proiettare "scudi solari" per difendersi dagli attacchi nemici. È stato reclutato da un'agenzia governativa top-secret, la Inter-Nation Security, portandolo a combattere il crimine a tempo pieno assistito dalla sua aquila Eagle. Per ricaricare i suoi poteri, Birdman deve periodicamente esporsi ai raggi solari o fonti di calore e luce.
- Eagle (in originale: Avenger). Un'aquila che accompagna Birdman nelle sue missioni.

- Vapore (in originale: Vapor Man), voce originale di Don Messick. Ha la capacità di trasformare completamente o in parte il suo corpo in vapore, potere condiviso da alcuni residenti del suo pianeta natale Vaporus. Ciò gli permette di volare, fuggire da ostacoli fisici e passare attraverso spazi molto piccoli. Può produrre vapore gelido dalle mani, che usa durante gli scontri.
- Meteora (in originale: Meteor Man), voce originale di Ted Cassidy. Un nativo del pianeta Meteorus. Si distingue dagli altri per la sua capacità di aumentare o diminuire le dimensioni di qualsiasi parte del suo corpo. Ottiene inoltre una forza sovraumana che si accumula nell'arto ingrandito.
- Gravità (in originale: Gravity Girl), voce originale di Virginia Eiler. Ha la capacità di cambiare le leggi della gravità a suo piacimento, permettendole di volare e sollevare oggetti molto pesanti con la mente. Figlia del re del pianeta Gravitas, ha lasciato la sua lussuosa casa e la sua vita di privilegi in tenera età per combattere il crimine con la Pattuglia Galattica ed è stata successivamente assegnata alla squadra del Trio galattico.

### Personaggi ricorrenti
- Falcon 7, voce originale di Don Messick. L'interlocutore bendato di Birdman, per la Inter-Nation Security. È la persona da cui Birdman riceve tipicamente le sue missioni.
- Birdboy, voce originale di Dick Beals. Aiutante di Birdman. I due si videro per la prima volta quando Birdman lo incontrò in un naufragio, di cui Birdboy era apparentemente l'unico sopravvissuto. Dal momento che il ragazzo era vicino alla morte, Birdman trasferì a Birdboy parte della sua stessa energia, riattivandolo e attribuendogli dei poteri simili a quelli di Birdman, e da quel momento ha continuato ad aiutarlo in diversi episodi. Birdboy non possiede delle ali naturali, però è in grado di volare con l'aiuto delle ali meccaniche legate alla schiena. Spende gran parte del suo tempo a cercare suo padre, scomparso nel relitto.
- Generale Stone, voce originale di Don Messick. Generale Stone si presenta più volte a Birdman insieme ad altri leader militari, per mostrare la situazione attuale dei cattivi.
- Numero Uno, voce originale di John Stephenson e Vic Perrin. Il leader dell'organizzazione F.E.A.R. e nemico "numero uno" di Birdman. La F.E.A.R. è stata sempre dietro i molteplici complotti di tutti i supercattivi, nel corso della serie. L'organizzazione è stata apparentemente sconfitta insieme al suo leader nell'episodio "The Wings of FEAR", anche se poi riemerse senza alcuna spiegazione negli episodi successivi.
- Capo.

### Personaggi secondari
- Dott. Millennium, voce originale di Hal Smith. Un supercriminale che usa una macchina del tempo a suo piacimento per commettere crimini. In seguito si vendica nuovamente nei confronti di Birdman per conquistare il mondo dal passato.
- X l'eliminatore (in originale: X the Eliminator), voce originale di John Stephenson. Un mercenario ingaggiato dalla F.E.A.R. per eliminare Birdman. È incaricato di riportare la cresta dell'elmo di Birdman come prova del suo atto.
- Direttore di Circo (in originale: Ringmaster).

Un agente della F.E.A.R.
- Moxo il predatore (in originale: Morto the Marauder). Un genio criminale ed ex minaccia mondiale. È scappato due volte dalla prigione grazie alle sue competenze nella meccanica.
- Cumulus il re della tempesta (in originale: Cumulus the Storm King), voce originale di Henry Corden.
- Nitron la bomba umana (in originale: Nitron the Human Bomb). Uno scienziato che prende i suoi poteri da una sostanza chimica nota come Nitron. NITRON. Nella speranza di unirsi al F.E.A.R., per il quale Numero Uno gli chiede di finire il reattore atomico USS-CO-BOLT, fallisce la sua missione grazie all'aiuto di Birdman.
- Il mimo (in originale: The Mummer). Un supercriminale e maestro del travestimento. A differenza della maggior parte dei nemici di Birdman, è riuscito a sfuggire al supereroe grazie ai suoi travestimenti.
- Kiroff.
- Zardo.
- Il costrittore (in originale: The Constrictor).
- Reducto, voce originale di John Stephenson.
- Dott. Shark.
- Hannibal il cacciatore (in originale: Hannibal the Hunter).
- Mentok il prendi mente (Mentok the Mind-Taker), voce originale di Don Messick.
- Dott. Freezoid.
- Il duplicatore (in originale: The Duplicator), voce originale di Frank Gerstle.
- Professor Nightshade.
- Il camaleonte (in originale: The Chameleon).
- Capitan Moray del profondo (in originale: Captain Moray of the Deep).
- Gli alieni del muschio viola (in originale: The Aliens of the Purple Moss).
- Ladro di cervelli (in originale: The Brain Thief), voce originale di Don Messick.
- Dott. Mentaur.
- Birdgirl.
- Il Magnatroid.
- Medusa, voce originale di June Foray.
- Spyro.
- Dott. Claw.
- Demone veloce (The Speed Demon).
- Vulturo, voce originale di Don Messick.
- Murro il predatore (Murro the Marauder).
- Aquatroni (in originale: Aquatrons).

## Produzione
La serie animata debuttò su NBC il 9 settembre 1967, andando in onda ogni sabato mattina fino al 6 settembre 1969. Il programma è diviso in due segmenti: Birdman, che descrive le avventure di un supereroe alato alimentato dall'energia solare, e Il Galaxy Trio, che si concentra sulle avventure di una pattuglia di supereroi intergalattici. Ogni segmento era una storia completa e indipendente dall'altro e i rispettivi personaggi non hanno mai interagito tra di loro. Ogni puntata comprende due avventure di Birdman e una del Galaxy Trio.
Il personaggio di Birdman è stato ripreso tre decenni più tardi da Adult Swim, blocco televisivo di Cartoon Network, per la serie televisiva Harvey Birdman, Attorney at Law. Diversi personaggi della serie Birdman e il Galaxy Trio sono riapparsi in questa parodia.